# Westwood (Missouri)
Westwood és una població dels Estats Units a l'estat de Missouri. Segons el cens del 2000 tenia 284 habitants.

## Demografia
Segons el cens del 2000, Westwood tenia 284 habitants, 120 habitatges, i 93 famílies. La densitat de població era de 174,1 habitants per km².
Dels 120 habitatges en un 28,3% hi vivien nens de menys de 18 anys, en un 75% hi vivien parelles casades, en un 0,8% dones solteres, i en un 22,5% no eren unitats familiars. En el 20% dels habitatges hi vivien persones soles el 14,2% de les quals corresponia a persones de 65 anys o més que vivien soles. El nombre mitjà de persones vivint en cada habitatge era de 2,37 i el nombre mitjà de persones que vivien en cada família era de 2,72.
Per edats la població es repartia de la següent manera: un 21,1% tenia menys de 18 anys, un 1,1% entre 18 i 24, un 17,6% entre 25 i 44, un 36,3% de 45 a 60 i un 23,9% 65 anys o més.
L'edat mediana era de 50 anys. Per cada 100 dones de 18 o més anys hi havia 86,7 homes.
La renda mediana per habitatge era de 119.618 $ i la renda mediana per família de 144.381 $. Els homes tenien una renda mediana de 100.000 $ mentre que les dones 32.250 $. La renda per capita de la població era de 80.990 $. Cap de les famílies i el 0,7% de la població estaven per davall del llindar de pobresa.

## Poblacions més properes
El següent diagrama mostra les poblacions més properes.